# Dereń

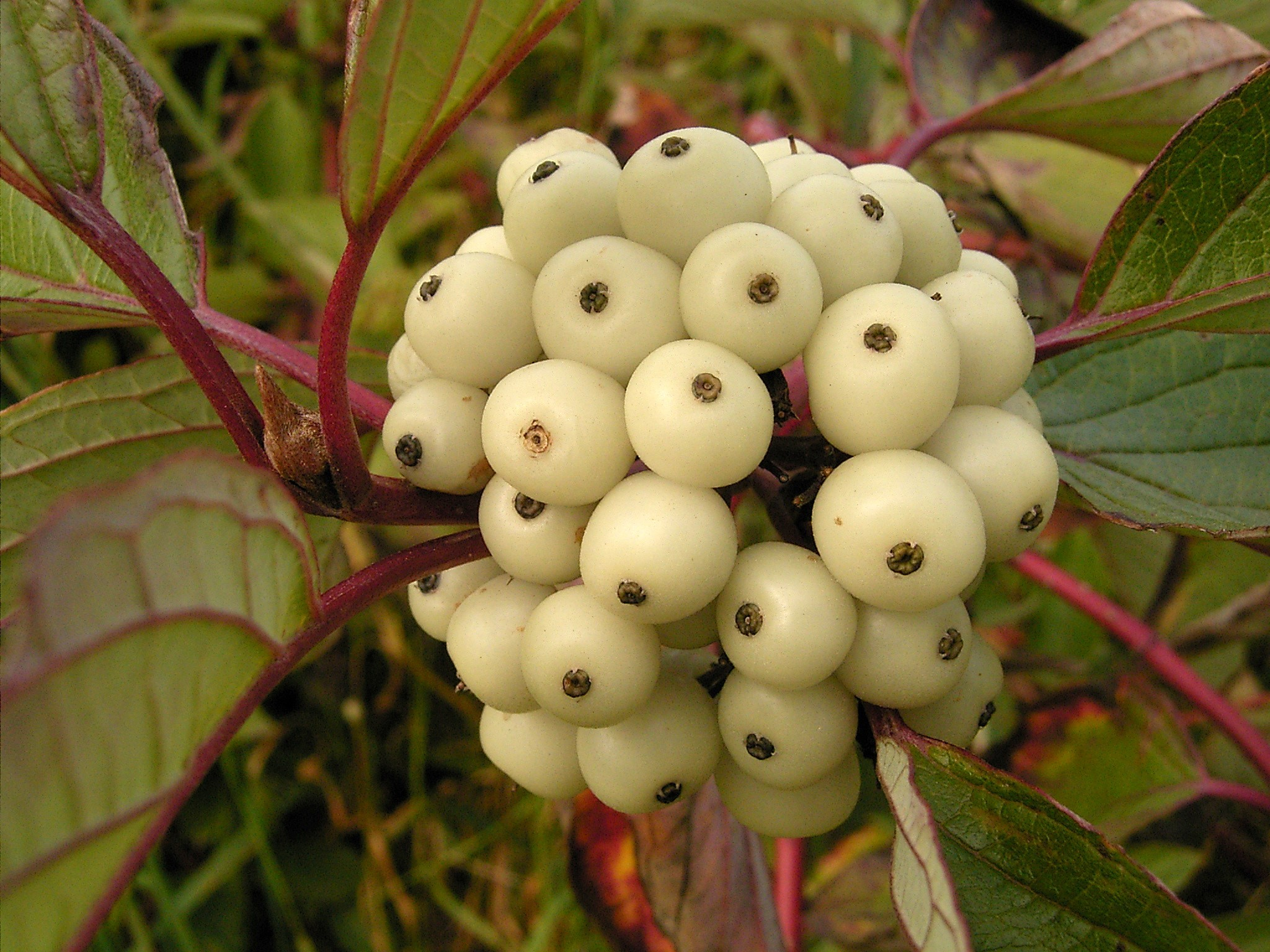
Dereń biały

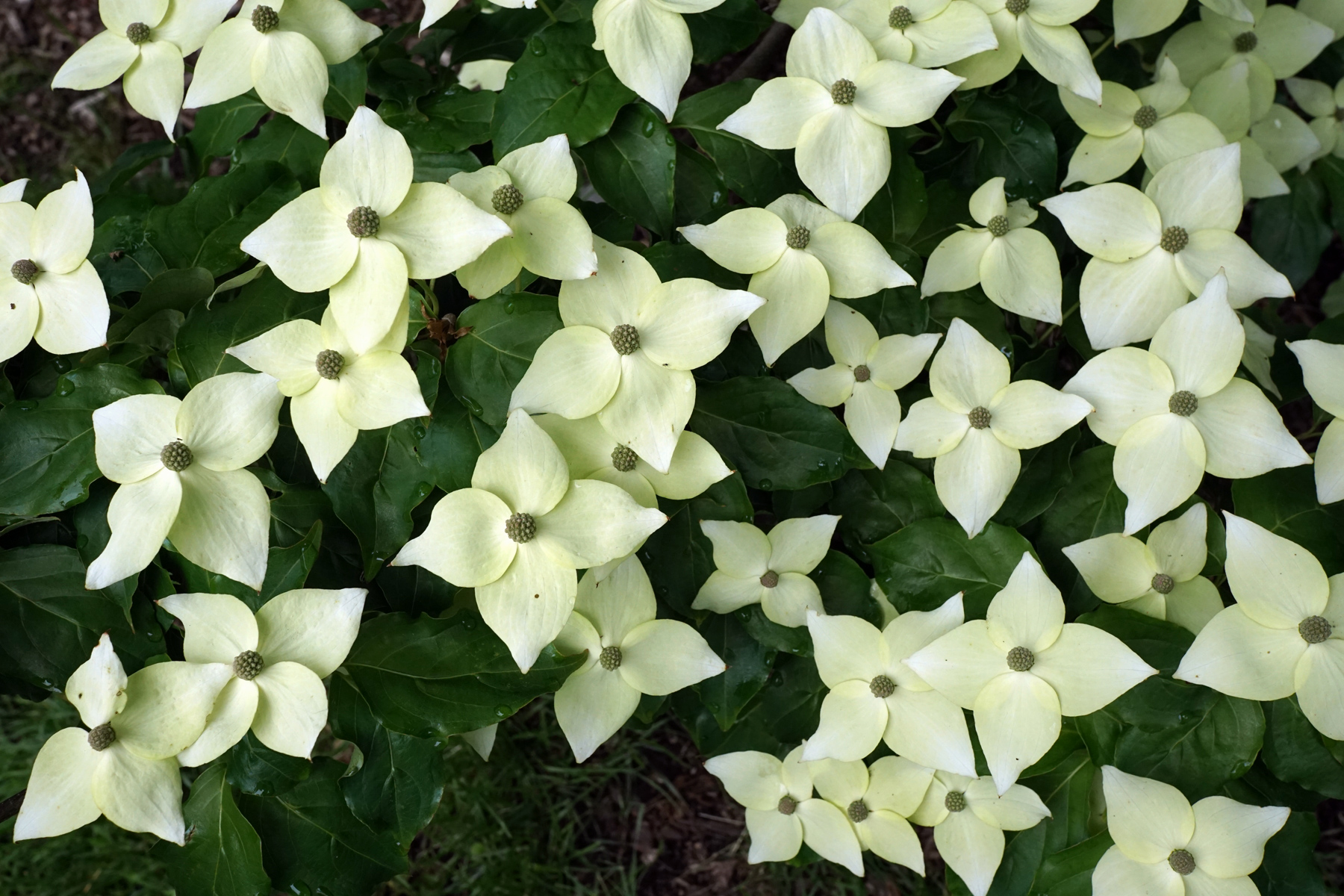
Dereń kousa

Dereń (Cornus L.) – rodzaj krzewów z rodziny dereniowatych (Cornaceae). Obejmuje 50 gatunków. Rośliny te występują głównie w strefie umiarkowanej półkuli północnej z nielicznymi przedstawicielami sięgającymi obszaru okołobiegunowego oraz strefy tropikalnej. Do polskiej flory należą cztery gatunki, w tym jeden wymarły (dereń szwedzki C. suecica), dwa introdukowane (biały C. alba i rozłogowy C. sericea) oraz jeden rodzimy dziko rosnący – dereń świdwa C. sanguinea. Derenie rosną w różnych formacjach i siedliskach – na torfowiskach, w lasach i zaroślach, na terenach suchych, na nizinach i w górach.
Liczne gatunki z tego rodzaju uprawiane są jako rośliny ozdobne. Ze względu na efektowne kwiatostany (przy czym kwiaty są w nich drobne, a okazałe są podsadki) uprawia się zwłaszcza derenia kousa C. kousa i kwiecistego C. florida, ale też niskiego derenia kanadyjskiego C. canadensis. Z powodu wczesnowiosennego kwitnienia uprawiane są dereń jadalny C. mas i lekarski C. officinalis. Walorem niektórych gatunków (np. derenia białego C. alba) są efektownie wybarwione, bezlistne pędy w okresie zimowym. Niektóre gatunki zdobione są przez owoce, np. dereń pomarszczony C. rugosa i Cornus racemosa. Oryginalny, pagodowy pokrój jest głównym walorem derenia pagodowego C. controversa i skrętolistnego C. alternifolia. W przypadku różnych gatunków wyhodowano także oryginalne odmiany o liściach pstrych. Jadalnych owoców wykorzystywanych do wyrobu przetworów dostarczają wielkoowocowe gatunki, takie jak dereń jadalny C. mas i lekarski C. officinalis.
Dereń świdwa dostarcza bardzo twardego drewna wykorzystywanego m.in. do wyrobu szpul i patyków do szaszłyków. Drewno derenia Nuttalla C. nuttallii służy do wyrobu narzędzi i mebli. Niektóre gatunki wykorzystywane są także jako rośliny lecznicze.

## Rozmieszczenie geograficzne

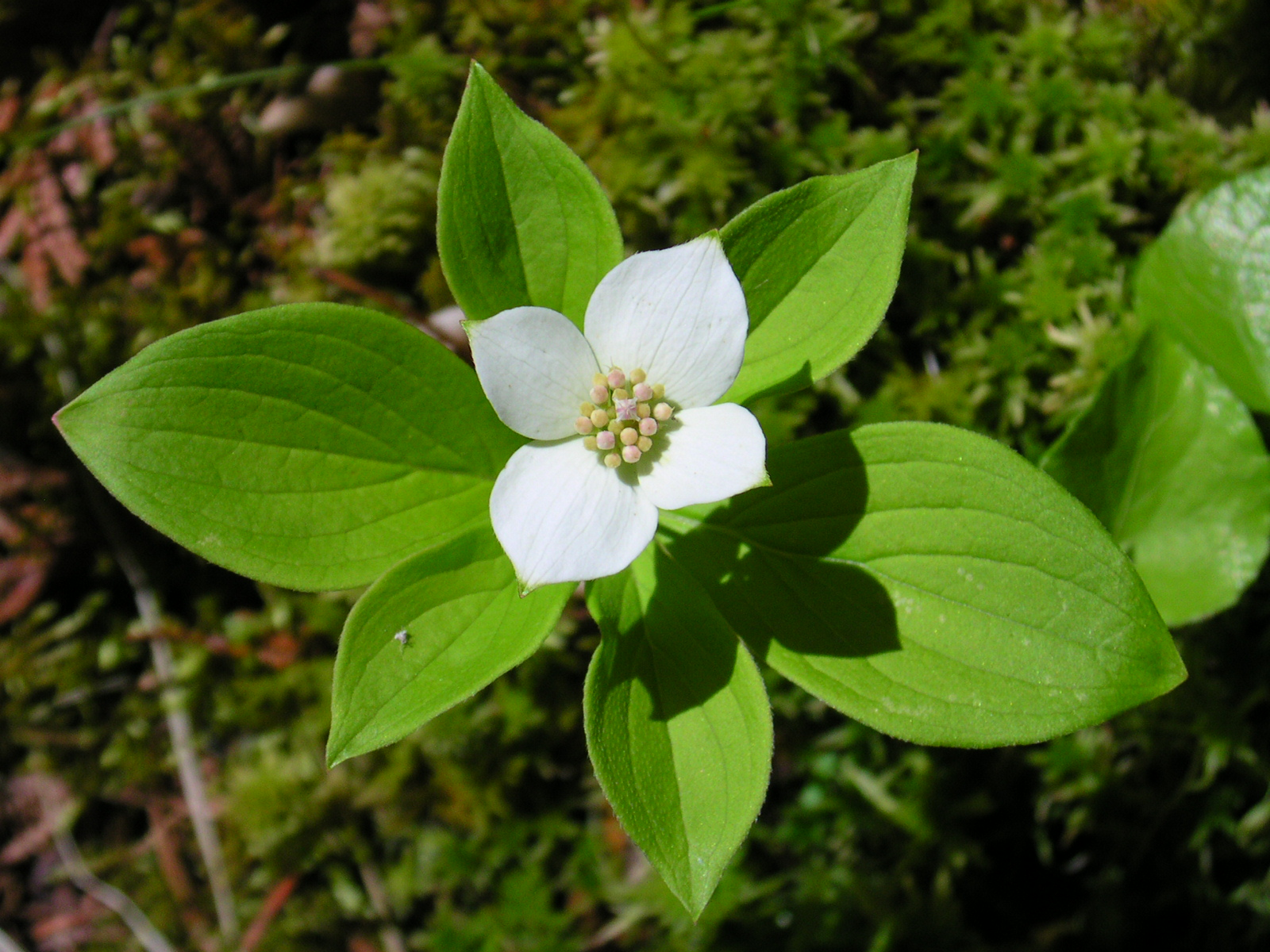
Dereń kanadyjski

Rodzaj szeroko rozprzestrzeniony w strefie umiarkowanej na półkuli północnej, sięgający także obszarów okołoarktycznych na północy i do strefy tropikalnej na południu, przy czym w strefie równikowej rośliny te reprezentowane są przez pojedyncze gatunki występujące na obszarach górskich Afryki i północno-zachodniej Ameryki Południowej. Najwięcej jest ich w Azji – tylko w Chinach 25 rośnie gatunków. W Ameryce Północnej obecnych jest 20 gatunków, a w Europie 4, z czego w Polsce były dwa, ale wymarł dereń szwedzki C. suecica i został tylko dereń świdwa C. sanguinea. Introdukowane i dziczejące są dwa gatunki: dereń biały C. alba i rozłogowy C. sericea. Inne spotykane są tylko w uprawie.

## Morfologia

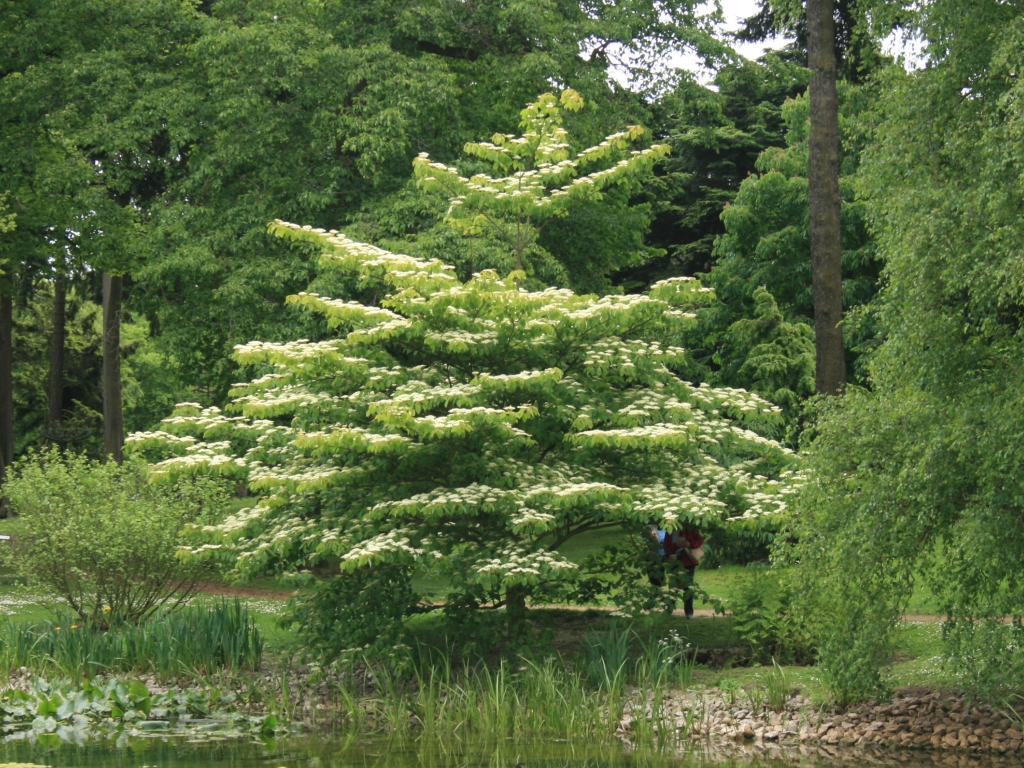
Dereń pagodowy

PokrójDrzewa i krzewy, rzadko rośliny zielne (opisywane też jako kłączowe półkrzewy). Największe rozmiary (do 25 m wysokości) osiąga dereń Nuttalla C. nuttallii. Młode pędy są na przekroju okrągłe lub słabo czworoboczne, często nieco zgrubiałe w węzłach, u niektórych gatunków lub odmian jaskrawoczerwone, żółte lub zielone, z rdzeniem białym, rzadziej brązowym. Starsze pędy są okrągłe na przekroju, zwykle z okazałymi przetchlinkami i śladami po opadłych liściach. Różne części roślin, zwłaszcza młode, są owłosione, włoski są przylegające i często dwuramienne lub odstające.
LiścieSezonowe i zimozielone, naprzeciwległe, rzadziej skrętoległe, są bez przylistków, zwykle ogonkowe, rzadko siedzące. Liście są pojedyncze i całobrzegie, o blaszce okrągłej do lancetowatej, najczęściej eliptycznej do jajowatej, na wierzchołku zaostrzonej i nasadzie zaokrąglonej lub klinowatej. Długość liści wynosi zwykle od ok. 4 do 12 cm, największe mają 16 cm (u C. macrophylla i C. florida). Użyłkowanie liścia jest charakterystycznie łukowate.
KwiatyObupłciowe, 4-krotne. Zebrane są w kwiatostany zwykle szczytowe, rzadziej tworzące się w kątach liści – wierzchotki, wiechy, baldachy, baldachogrona i główki. Wsparte są one 4, rzadziej 6 podsadkami, w części gatunków drobnymi i szybko odpadającymi, u innych okazałymi i trwałymi. Kielich jest rurkowaty, przylegający do zalążni, z ząbkami drobnymi lub uciętymi. Płatki korony niezbyt okazałe, białe, żółte do czerwonych. Pręciki cztery, międzyległe względem płatków. Zalążnia dolna, powstaje z dwóch, rzadziej trzech lub czterech owocolistków zawierających pojedyncze zalążki. Szyjka słupka zwykle krótka, walcowata lub maczugowata, zwieńczona znamieniem uciętym, dyskowatym lub główkowatym, rzadko dwułatkowym.
OwocePestkowce różnej barwy (białe, czerwone, niebieskie do czarnych), o owocni mięsistej lub soczystej, pojedyncze lub złączone w owocostan, zwykle z jednym lub dwoma nasionami. Owoce są kuliste lub eliptycznie wydłużone, osiągają zwykle do 1 cm średnicy, największe osiągają do 2–3 cm długości.

## Systematyka
Pozycja systematyczna
Rodzaj siostrzany dla rodzaju alangium Alangium, wraz z którym wchodzi w skład podrodziny Cornoideae w rodzinie dereniowatych Cornaceae z rzędu dereniowców Cornales. W różnych systemach klasyfikacyjnych pozycja systematyczna jest zgodna, zmienia się tylko klasyfikacja blisko spokrewnionych rodzajów, albo klasyfikacja w obrębie rodzaju, z którego np. w systemie Takhtajana z 2009 wyodrębniano poza Cornus jeszcze trzy inne rodzaje – Swida, Afrocrania i Cynoxylon. W sumie różni autorzy na podstawie różnic morfologicznych dzielili derenie na takie rodzaje jak: Arctocrania (Endlicher) Nakai, Benthamia Lindley, Benthamidia Spach, Chamaepericlymenum Hill, Cynoxylon (Rafinesque) Small, Eukrania Rafinesque, Macrocarpium (Spach) Nakai, Swida Opiz i Thelycrania (Dumortier) Fourreau.
Wykaz gatunków
- Cornus × acadiensis Fernald
- Cornus alba L. – dereń biały
- Cornus alternifolia L.f. – dereń skrętolistny
- Cornus amomum Mill. – dereń błękitny
- Cornus × arnoldiana Rehder – dereń Arnolda
- Cornus asperifolia Michx. – dereń szorstkolistny
- Cornus austrosinensis W.P.Fang & W.K.Hu
- Cornus bretschneideri L.Henry – dereń Bretschneidera
- Cornus canadensis L. – dereń kanadyjski
- Cornus capitata Wall. – dereń główkowaty
- Cornus chinensis Wangerin
- Cornus controversa Hemsl. – dereń pagodowy
- Cornus darvasica (Pojark.) Pilip. – dereń darwaski
- Cornus disciflora Moc. & Sessé ex DC.
- Cornus drummondii C.A.Mey. – dereń Drummonda
- Cornus excelsa Kunth
- Cornus eydeana Q.Y.Xiang & Y.M.Shui
- Cornus florida L. – dereń kwiecisty
- Cornus foemina Mill.
- Cornus × friedlanderi W.H.Wagner
- Cornus glabrata Benth. – dereń łysiejący
- Cornus hemsleyi C.K.Schneid. & Wangerin – dereń Hemsleya
- Cornus hongkongensis Hemsl.
- Cornus iberica Woronow – dereń iberyjski, d. gruziński
- Cornus koehneana Wangerin
- Cornus kousa Bürger ex Hance – dereń kousa
- Cornus × lepagei Gervais & Blondeau
- Cornus macrophylla Wall. – dereń wielkolistny
- Cornus mas L. – dereń jadalny, d. właściwy
- Cornus meyeri (Pojark.) Pilip. – dereń Meyera
- Cornus multinervosa (Pojark.) Q.Y.Xiang
- Cornus nuttallii Audubon ex Torr. & A.Gray – dereń Nuttalla
- Cornus obliqua Raf. – dereń ukośny, d. blady
- Cornus oblonga Wall.
- Cornus officinalis Siebold & Zucc. – dereń lekarski, d. japoński
- Cornus oligophlebia Merr.
- Cornus papillosa W.P.Fang & W.K.Hu
- Cornus parviflora S.S.Chien
- Cornus peruviana J.F.Macbr.
- Cornus quinquenervis Franch. – dereń skąpożyłkowy
- Cornus racemosa Lam.
- Cornus rugosa Lam. – dereń pomarszczony
- Cornus sanguinea L. – dereń świdwa
- Cornus schindleri Wangerin
- Cornus sericea L. – dereń rozłogowy
- Cornus sessilis Torr.
- Cornus × slavinii Rehder
- Cornus suecica L. – dereń szwedzki
- Cornus sunhangii T.Deng, Z.Y.Lv & Zhi M.Li
- Cornus torreyi S.Watson – dereń kanadyjski
- Cornus ulotricha C.K.Schneid. & Wangerin – dereń Torreya
- Cornus unalaschkensis Ledeb.
- Cornus volkensii Harms
- Cornus walteri Wangerin – dereń Waltera
- Cornus wilsoniana Wangerin